# Wołga Twer
Wołga Twer (ros. «Волга» Тверь) – rosyjski klub piłkarski z miasta Twer.

## Historia
Chronologia nazw:
- ???—1956: Spartak Kalinin («Спартак» Калинин)
- 1957—1990: Wołga Kalinin («Волга» Калинин)
- 1991: Wołga Twer («Волга» Тверь)
- 1992—1995: Trion-Wołga Twer («Трион-Волга» Тверь)
- 1996—2017: Wołga Twer («Волга» Тверь)

Oficjalna data założenia klubu to 1957 rok, chociaż już od 1937 w rozgrywkach Mistrzostw ZSRR występowała drużyna Spartak Kalinin, na bazie której organizowano klub Wołga.
W 1958 zespół Wołgi debiutował w Klasie B, grupie 3 Mistrzostw ZSRR. W 1960 i 1961 zdobywał mistrzostwa w swojej grupie, ale w turniejach finałowych nie potrafił zdobyć awans do Klasy A. Sezon 1963 spędził w niższej lidze ale z powrotem wrócił w 1964.
W 1970 po reorganizacji systemu lig ZSRR klub znalazł się w Drugiej Lidze, w której występował do 1989.
W 1990 zdobył mistrzostwo w Drugiej Niższej Lidze i powrócił do Drugiej Ligi.
W Mistrzostwach Rosji w 1992 klub startował w Pierwszej Lidze, ale zajął 18 miejsce i spadł do Drugiej Ligi, grupy 5. Do 1999 występował w Drugiej Lidze, z wyjątkiem 1996 kiedy to spadł do Trzeciej Ligi.
W latach 2000-2003 występowała w rozgrywkach Amatorskiej ligi, grupie "Zołotoje kolco".
Od 2004 ponownie występowała w Drugiej Dywizji, grupie zachodniej.
Po sezonie 2016/17 klub został rozwiązany z braku finansowania.

## Osiągnięcia
- 3 miejsce w turnieju finałowym Klasy B ZSRR: 1960
- 1/8 finału Pucharu ZSRR: 1955, 1963
- 18 miejsce w Pierwszej Dywizji, grupie Zachodniej: 1992
- 1/16 finału Pucharu Rosji: 1995